# Wild Things: Diamonds in the Rough
Wild Things: Diamonds in the Rough (también conocido como Wild Things 3), es una película melodramática, erótica y de suspenso estadounidense. Es la tercera entrega de la serie Wild Things. Protagonizada por Sarah Laine, Sandra McCoy, Dina Meyer, Brad Johnson y Linden Ashby. Al igual que con Wild Things 2, muchos elementos de la trama de la película son similares a las de la original, incluyendo la escena del trío.

## Reparto
- Sarah Laine es Marie Clifton.
- Sandra McCoy es Elena Sandoval.
- Linden Ashby es Detective Michael Morrison.
- Ron Melendez es Dr. Chad Johnson
- Claire Coffee es Jenny Bellamy.
- Michael Mantell es Theo Bloom.
- Dina Meyer es Kristen Richards.
- Brad Johnson es Jay Clifton.